# 蕭愿
萧愿（870年代？—951年），字惟恭，五代十国后唐、后晋、后汉、后周官员，出自兰陵萧氏，后梁宰相萧顷之子。
萧顷在唐明宗时官至太子少保，萧愿曾祖萧倣，唐僖宗入相，接客入座时，萧愿为幼儿游戏，模仿传呼之声。萧倣对客人说：“我岂敢以得相位而喜，所幸代代高寿，我现在又有曾孙在眼前。”萧愿弱冠举进士第，担任校书郎，改任京畿县尉、直史馆、监察殿中侍御史，转任比部员外郎、右司郎中、太常少卿。唐明宗朝祀太微宫，萧愿喝醉了挤入公卿之列，为御史所弹劾，贬为右赞善大夫。不久，授兵部郎中，复金紫。为父丁忧，服丧期满，自左司郎中拜为右谏议大夫，历任给事中、右常侍、秘书监，改为太子宾客。广顺元年（951年）春，去世。赠礼部尚书。萧愿性情纯谨，事奉父母，未尝不束带而见。当时嗜酒无节，职事散慢。担任兵部郎中时，常执掌告身之印，遇到覃恩时，怠慢职司，父亲萧顷为吏部尚书，代萧愿看管印篆。萧愿去世时年七十余岁，其母犹在，一门高寿。